# Door to Door (песня)
Door to Door (с англ. — «От Двери к Двери») — песня американской рок-группы The Cars, одиннадцатый и последний трек с альбома с таким же названием.

## О песне
Песня была написана и спета вокалистом, ритм-гитаристом и автором песен Риком Окасеком. Продюсером был сам Окасек с клавишником группы в роли дополнительного продюсера Грегом Хоуксом. Это последняя песня на альбоме Door to Door, последняя, в которой участвовал басист и вокалист The Cars Бенджамин Орр, а также последняя песня группы на 24 года, перед воссоединением The Cars в 2011 году и выпуском альбома Move Like This (не считая нескольких демо, выпущенных со сборником Just What I Needed: The Cars Anthology). Также, это последняя песня для Elektra Records.
Георгий Старостин, российский лингвист, сказал в обзоре, "защищающем" Door to Door, что ему не нравится эта песня:"Знаете, что, вероятно, является лучшим решением, если вы вынуждены выпускать музыкальный альбом, чувствуя себя невдохновлённым и разочарованным [о Door to Door]? Сделайте музыкальный альбом о том, как вы чувствуете себя невдохновлённым и разочарованным, это приведёт к чему-то честному. Вот почему единственный по-настоящему плохой трек на Door To Door, на мой взгляд, — это заглавный. Это не похоже ни на что, что The Cars когда-либо делали раньше, это больше похоже на The Cars, имитирующие хардкорных Ramones. Быстрые мощные аккорды, размытый, рэповый вокал и припев, который в меру цепляет, но выглядит глупо только в этом контексте (и типичное металлическое гитарное соло, которое всё ещё умудряется звучать неуклюже) — удивительное отсутствие вкуса у этих парней".

## Другие появления
После выпуска на альбоме Door to Door в августе 1987 года, она была выпущена на двадцать третьем в общем и втором с альбома сингле Strap Me In 19 октября 1987 года. Сингл достиг 85-й строчки в Billboard Hot 100, а также 4-й строчки в чарте Billboard Mainstream Rock.

## Участники записи
- Рик Окасек — вокал, гитара
- Бенджамин Орр — бас-гитара, бэк-вокал
- Грег Хоукс — бэк-вокал, клавишные
- Эллиот Истон — бэк-вокал, соло-гитара
- Дэвид Робинсон — бэк-вокал, ударные